# Major League Baseball 2011
Major League Baseball 2011 spelades mellan den 31 mars och 28 oktober 2011 och vanns av St. Louis Cardinals efter finalseger mot Texas Rangers med 4-3 i matcher. Major League Baseball bestod säsongen 2011 av 30 lag uppdelade i två ligor, American League (14 lag) och National League (16 lag), där alla lag spelade 162 matcher vardera, med 81 matcher hemma och 81 matcher borta. Varje liga var uppdelade i tre divisioner, med fyra, fem eller sex lag i varje, där varje divisionsvinnare gick vidare till slutspel tillsammans med det i övrigt bästa laget i varje division (så kallat "wild card-lag").

## Tabeller
American League bestod av 14 lag, varav fem lag i East och Central Division och fyra lag i West Central Division, medan National League bestod av 16 lag, varav fem i East och West Division och sex lag i Central Division. Totalt 162 matcher spelades per lag, varav 81 lag hemma och 81 lag borta. Från American League gick New York Yankees, Detroit Tigers och Texas Rangers vidare till slutspel som divisionssegrare och Tampa Bay Rays vidare som wild card; från National League gick Philadelphia Phillies, Milwaukee Brewers och Arizona Diamondbacks vidare till slutspel som divisionssegrare och St. Louis Cardinals vidare som wild card. Flest antal segrar togs av Philadelphia Phillies, som vann 102 av 162 matcher, medan Houston Astros enbart lyckades ta 56 segrar under säsongen.
| East Division     | V  | F  | %    |
| ----------------- | -- | -- | ---- |
| New York Yankees  | 97 | 65 | .599 |
| Tampa Bay Rays    | 91 | 71 | .562 |
| Boston Red Sox    | 90 | 72 | .556 |
| Toronto Blue Jays | 81 | 81 | .500 |
| Baltimore Orioles | 69 | 93 | .426 |

| Central Division   | V  | F  | %    |
| ------------------ | -- | -- | ---- |
| Detroit Tigers     | 95 | 67 | .586 |
| Cleveland Indians  | 80 | 82 | .494 |
| Chicago White Sox  | 79 | 83 | .488 |
| Kansas City Royals | 71 | 91 | .438 |
| Minnesota Twins    | 63 | 99 | .389 |

| West Division                 | V  | F  | %    |
| ----------------------------- | -- | -- | ---- |
| Texas Rangers                 | 96 | 66 | .593 |
| Los Angeles Angels of Anaheim | 86 | 76 | .531 |
| Oakland Athletics             | 74 | 88 | .457 |
| Seattle Mariners              | 67 | 95 | .414 |

| East Division         | V   | F  | %    |
| --------------------- | --- | -- | ---- |
| Philadelphia Phillies | 102 | 60 | .630 |
| Atlanta Braves        | 89  | 73 | .549 |
| Washington Nationals  | 80  | 81 | .497 |
| New York Mets         | 77  | 85 | .475 |
| Florida Marlins       | 72  | 90 | .444 |

| Central Division    | V  | F   | %    |
| ------------------- | -- | --- | ---- |
| Milwaukee Brewers   | 96 | 66  | .593 |
| St. Louis Cardinals | 90 | 72  | .556 |
| Cincinnati Reds     | 79 | 83  | .488 |
| Pittsburgh Pirates  | 72 | 90  | .444 |
| Chicago Cubs        | 71 | 91  | .438 |
| Houston Astros      | 56 | 106 | .346 |

| West Division        | V  | F  | %    |
| -------------------- | -- | -- | ---- |
| Arizona Diamondbacks | 94 | 68 | .580 |
| San Francisco Giants | 86 | 76 | .531 |
| Los Angeles Dodgers  | 82 | 79 | .509 |
| Colorado Rockies     | 73 | 89 | .451 |
| San Diego Padres     | 71 | 91 | .438 |

## Slutspel
Slutspelet bestod av tre omgångar, Division Series (DS), League Championship Series (LCS) och World Series (WS). De två första omgångarna spelades inom varje liga, så lagen inom American respektive National League mötte varandra i DS och LCS, vilket innebar att en vinnare av American League och National League korades. Dessa två möttes i World Series, som även var finalen. Till slut vann Texas Rangers American League och St. Louis Cardinals vann National League. World Series vanns av St. Louis Cardinals, som gick vidare till slutspelet i form av Wild Card (det vill säga att de inte vann sin division), efter seger i World Series med 4-3 i matcher.

### Division Series
- New York Yankees – Detroit Tigers 2–3 i matcher
  - 9–3; 3–5; 4–5; 10–1; 2–3
- Texas Rangers – Tampa Bay Rays 3–1 i matcher
  - 0–9; 8–6; 4–3; 4–3
- St. Louis Cardinals – Philadelphia Phillies 3–2 i matcher
  - 6–11; 5–4; 2–3; 5–3; 1–0
- Milwaukee Brewers – Arizona Diamondbacks 3–2 i matcher
  - 4–1; 9–4; 1–8; 6–10; 3–2

### League Championship Series
- Texas Rangers – Detroit Tigers 4–2 i matcher
  - 3–2; 7–3; 2–5; 7–3; 5–7; 15–5
- St. Louis Cardinals – Milwaukee Brewers 4–2 i matcher
  - 6–9; 12–3; 4–3; 2–4; 7–1; 12–6

### World Series
- Texas Rangers – St. Louis Cardinals 3–4 i matcher
  - 2–3; 2–1; 7–16; 4–0; 4–2; 9–10; 2–6

## Källa
Den här artikeln är helt eller delvis baserad på material från engelskspråkiga Wikipedia.